# Bản giao hưởng số 5 (Shostakovich)

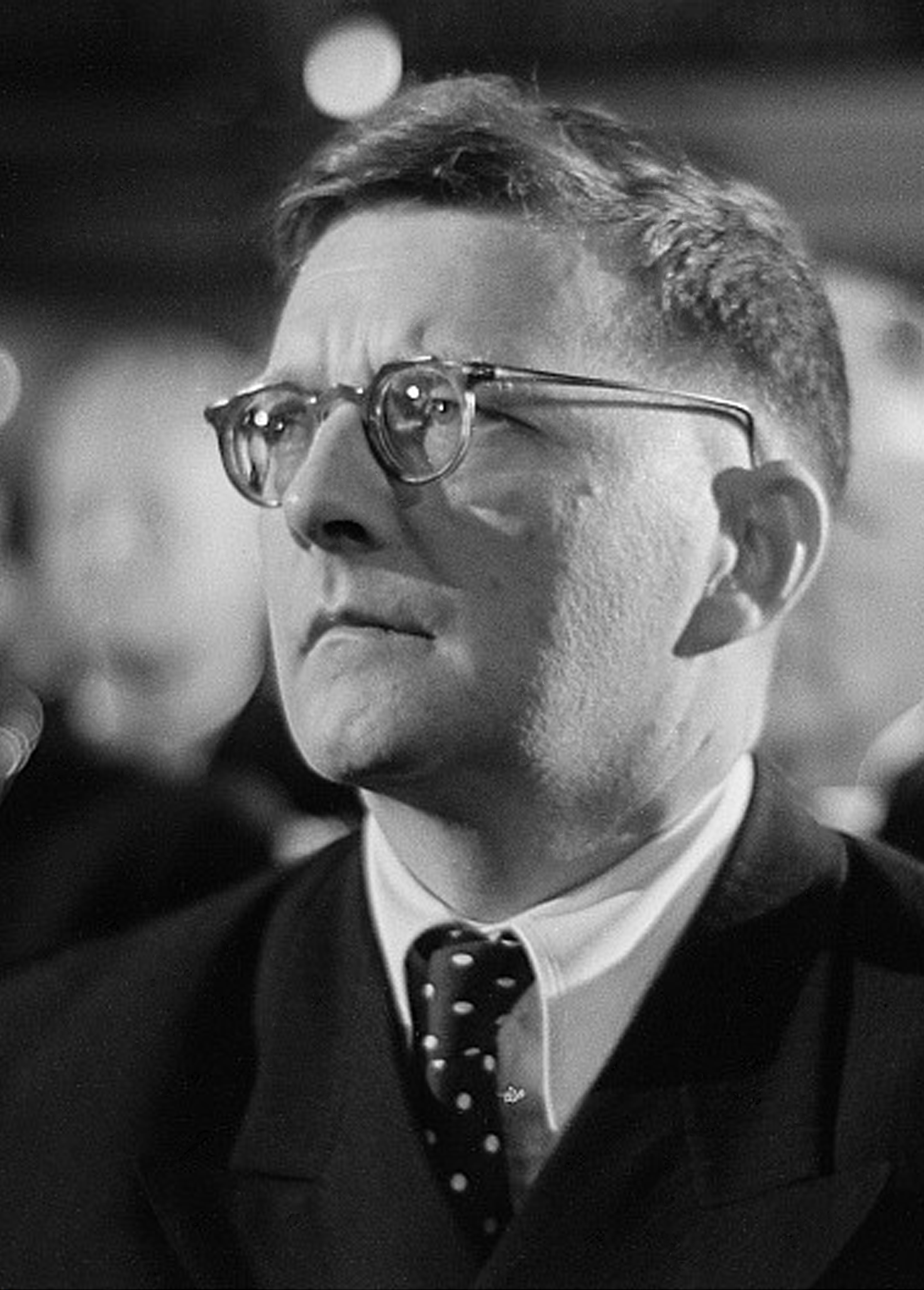
Shostakovich, tác giả của bản giao hưởng

Giao hưởng số 5, cung Rê thứ, Op.47 là bản giao hưởng của nhà soạn nhạc người Nga Dmitri Shostakovich. Tác phẩm này được ông viết vào năm 1937. Trong tác phẩm, Shostakovich đã đem vào đó màu sắc của triết học, nói lên sự trưởng thành của con người trong một xã hội mới và nói lên cả sự đấu tranh của con người cho lý tưởng cao cả.
Buổi công diễn đầu tiên của tác phẩm là vào ngày 21 tháng 11 năm 1937, tại Leningrad bởi Dàn nhạc giao hưởng Leningrad dưới sự chỉ huy của Yevgeny Mravinsky. Buổi ra mắt là một thành công lớn và nhận được sự hoan nghênh kéo dài đến hơn nửa giờ.

## Nhạc cụ tham gia
Bản tổng phổ được viết cho hai sáo và piccolo, hai kèn oboe, hai kèn clarinet và clarinet Mi-giáng, hai kèn bassoon và contrabassoon, bốn kèn cor, ba trumpet ♭, ba kèn trombone, tuba, timpani, trống trầm, kẻnh tam giác, chũm chọe, trống lẫy, tam-tam, đàn ống chuông, xylophone, hai đàn hạc (một phần), piano, đàn celesta và bộ dây.

## Cấu trúc tác phẩm
Bản giao hưởng dài khoảng 45 phút và gồm có bốn chương:
- Chương 1: Moderato — Allegro non troppo

Chương này bị chi phối bởi hai chủ đề chính và viết theo hình thức sonata, nhiều nhà soạn nhạc cũng sử dụng hình thức này cho chương đầu tiên của một bản giao hưởng. Chương này gồm có ba phần, Trình bày, Phát triển và Tái hiện. Bản giao hưởng mở ra với bộ dây được chơi kịch liệt không ngừng, đầu tiên là nhảy và rơi vào quãng sáu trên giọng thứ, sau đó thu hẹp lại thành quãng ba. Sau đó, chúng ta sẽ được nghe chủ đề đầu tiên với tính trữ tình được chơi bởi các cây violin. Tiếp đó là đến với chủ đề thứ hai, được xây dựng từ các quãng tám và quãng bảy. Sau đó, hai chủ đề được mở rộng trong phần Phát triển nhờ được chơi bởi nhiều nhạc cụ khác nhau, và chơi trong các phong cách khác nhau, bao gồm cả một phần theo kiểu hành khúc. Tiếp theo, chúng ta đến với phần Tái hiện, nơi các chủ đề được nghe trước đó được sử dụng lại. Gần cuối của chương, chủ đề hai được nghe thấy một lần nữa dưới hình thức của một canon (âm nhạc) được chơi bằng sáo và kèn cor, rồi vẫn cùng chất liệu đó nhưng được chơi bởi violin và piccolo. Chương 1 kết thúc với đàn celesta chơi kịch tính dần lên, rồi từ từ nhỏ đi rồi biến mất.
- Chương 2: Allegretto

Chương này có hình thức Scherzo, hoặc theo dạng La, Si, La. Chương mở ra với phần giới thiệu lớn, nặng nề, theo sau là một phần solo nhẹ nhàng hơn trên clarinet Mi-giáng. Ngoài ra còn có một chủ đề được chơi bởi sáo gỗ mà chúng ta sẽ được nghe sau này. Sau đó, chúng ta đến phần Tam tấu với ba nhạc cụ là đàn hạc, violin và cello. Sau đó, bộ ba nhạc cụ chuyển sang bộ dây, sáo và bassoon. Trong phần tái hiện, một số chất liệu mà chúng ta đã nghe trước đó trong chương được sử dụng lại, nhưng mềm mại và ngắn hơn, so với phong cách mạnh và dài được sử dụng khi bắt đầu. Chương được kết thúc giống như cách bắt đầu, nghe giống như một chiếc hộp nhạc bị lệch tông.
- Chương 3: Largo

Chương này mang lại sự tương phản hoàn hảo cho chương kết; âm nhạc của nó nghe thật hay. Chủ đề mở đầu được chơi bởi các violin thứ ba. Violin thứ hai và thứ nhất được thêm từ từ và tiếp tục giai điệu. Sau những tiếng kèn quyết đoán của chương đầu tiên và những chiếc kèn cor với âm khàn ở chương thứ hai, chương này không sử dụng bộ đồng nào, vì vậy một số âm thanh có phần hạn chế. Sau đó, một sáo chơi solo một giai điệu từ chương đầu tiên. Rồi sau đó, phần độc tấu được chuyển cho kèn oboe với các bộ dây kèm theo. Sau đó, âm nhạc xây dựng đến một điểm mà vẫn với chất liệu được chơi bởi các cello. Chương thứ ba kết thúc như chương đầu tiên, bằng cách cho một celesta độc tấu rồi dần dần biến mất. Bộ dây được chia trong suốt toàn bộ chương (3 nhóm violon, viola với bộ 2, cello với bộ 2; bass với bộ 2).
- Chương 4: Allegro non troppo

Chương này xuất hiện đầy bất ngờ. Sau phần mở đầu, các giai điệu được mở rộng cho đến khi ta có được một chủ đề mới được chơi trên kèn. Chủ đề mới này được truyền cho bộ dây và cuối cùng là kèn cor. Ngoài ra còn có một phần hành khúc, nơi mà các chủ đề được chơi giống như trong một buổi diễu hành trong tang lễ. Sau đó, âm nhạc được xây dựng và xây dựng cho đến lúc chúng ta đến một điểm mà chương sẽ thay đổi từ giọng thứ thành giọng trưởng. Điều này được cho là tượng trưng cho việc đánh bại cái ác, sự chiến thắng, lễ kỷ niệm, nhưng liệu đây có là ý đồ của Shostakovich hay không vẫn còn là một điểm tranh luận đến ngày hôm nay.